# Phyllomacromia villiersi
Phyllomacromia villiersi är en trollsländeart som först beskrevs av Legrand 1992.  Phyllomacromia villiersi ingår i släktet Phyllomacromia och familjen skimmertrollsländor. IUCN kategoriserar arten globalt som otillräckligt studerad. Inga underarter finns listade i Catalogue of Life.